# Circus aeruginosus

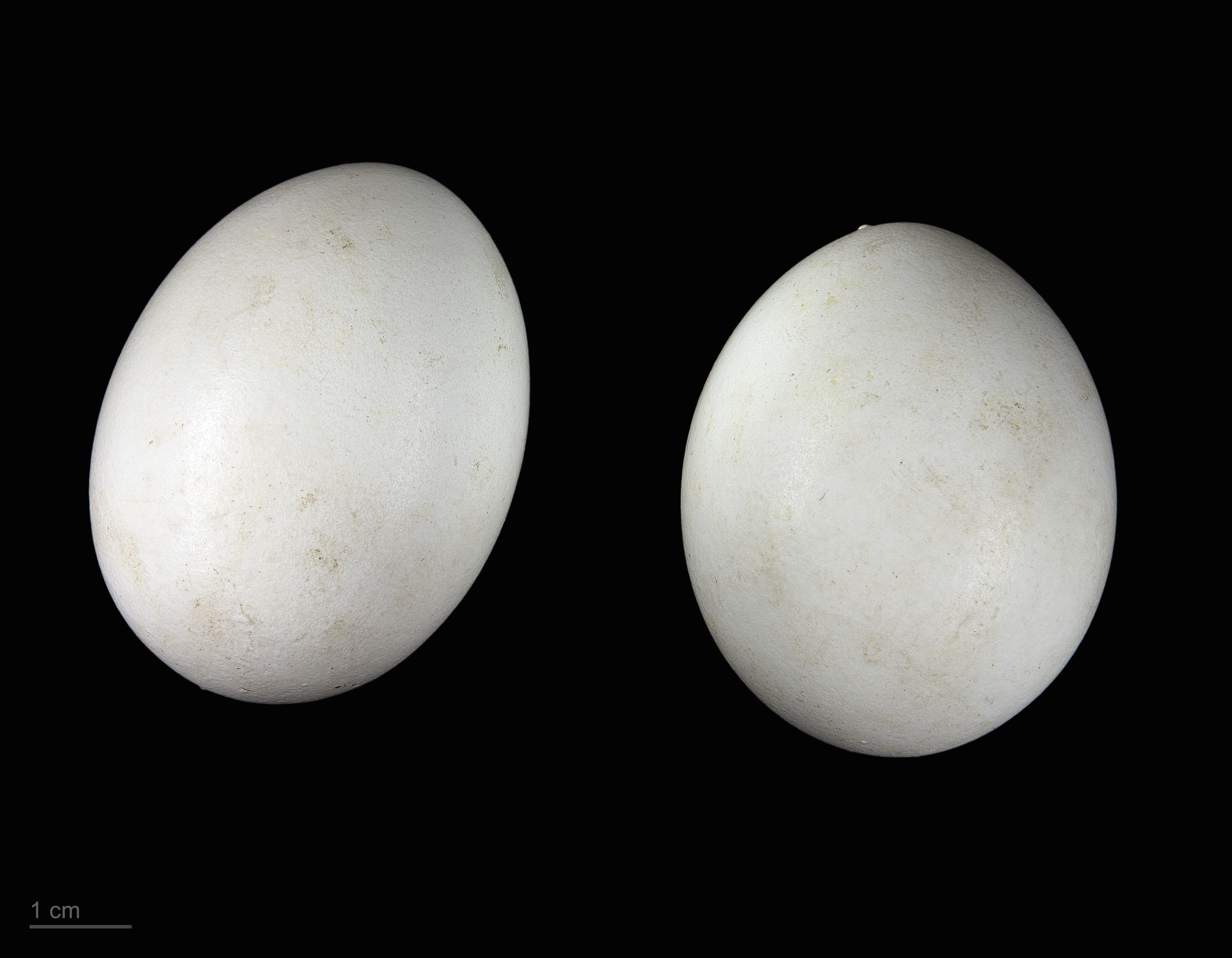
Circus aeruginosus - MHNT

El aguilucho lagunero occidental (Circus aeruginosus) es una especie de ave accipitriforme de la familia Accipitridae que se distribuye por buena parte del Viejo Mundo. Como su nombre común indica suele encontrase en zonas de humedales.

## Subespecies
Se reconocen dos subespecies de Circus aeruginosus:
- Circus aeruginosus aeruginosus - Paleártico occidental y central; invernante en el sudeste asiático e islas de la Sonda.
- Circus aeruginosus harterti - de Marruecos a Túnez.